# Rozkruszek korzeniowy
Rozkruszek korzeniowy (Rhizoglyphus echinopus) – gatunek roztocza z rodziny rozkruszkowatych. Ciało samicy ma gruszkowaty kształt i białawą barwę. Osiąga 0,6–0,8 mma długości. Uszkadza części podziemne roślin – cebule. Zimują dorosłe i inne stadia w glebie i magazynach na płodach. Płodność – około 100 jaj. Kilka pokoleń w ciągu roku.